# 林少春
林少春（1962年5月—），男，汉族，广东潮南人，中华人民共和国政治人物。武汉地质学院（现中国地质大学）应用地球物理勘探专业毕业，中山大学经济系在职研究生学历。中共第十九届中央候补委员。

## 生平
生于今广东省汕头市潮南区臚崗鎮。早年毕业于武汉地质学院地球物理探矿系金属与非金属地球物理勘探专业。1982年9月毕业后获分配到中科院广州地质新技术研究所担任助理工程师，后任中科院广州分院助理工程师。
1988年进入广东省监察厅，历任二处科员、副主任科员、主任科员。1988年2月加入中国共产党。1992年，调入广东省政府办公厅，历任正科级秘书、副处级秘书、正处级秘书（服务时任省长朱森林）。2000年，任广东省人民政府办公厅副主任。2003年升任副秘书长。2004年至2012年间，任中共阳江市委副书记、副市长、代市长、市长、市委书记、市人大常委会主任等职务。2008年，当选第十一届全国人大代表。
2012年9月，任广东省人民政府副省长。2015年4月，任中共广东省委常委、政法委书记。2017年2月，任中共广东省委常委、广东省人民政府党组副书记、省委政法委书记。2017年3月，任广东省人民政府常务副省长。同年10月，中国共产党第十九次全国代表大会上当选中国共产党第十九届中央委员会候补委员。2018年2月24日，当选为第十三届全国人大代表。
2019年3月，任中共内蒙古自治区党委副书记、政法委书记。2021年11月，任内蒙古自治区人大常委会党组副书记。2022年1月，当选为内蒙古自治区人大常委会副主任。